# Церковь Святого Андрея в Крисе
Церковь св. Андрея в Крисе (греч. Μονή του Άγίου Άνδρέου ἐν τῆ Κρίσει) — церковь, находящаяся на склонах седьмого холма Стамбула, у берега Мраморного моря.
По традиции, благочестивая сестра императора Феодосия II, Аркадия, основала в 600 метрах от ворот Сатурнина женский монастырь во имя св. Андрея Первозванного. В исторических документах он впервые упоминается в 792 году как монастырь «Андрея в Крисе». После гибели от руки иконоборцев св. Андрея Критского его мощи были помещены в монастыре со сходным названием, который впоследствии был переосвящен в честь этого преподобномученика.
При Василии I соборная церковь была полностью перестроена. После десятилетий латинского запустения обитель была возобновлена в 1284 году принявшей здесь постриг племянницей Михаила VIII Феодорой. Сведения о состоянии «женской церкви» при Палеологах весьма скудны и происходят в основном из травелогов русских паломников, которые исправно посещали святыню с мощами св. Андрея Критского.
В мечеть Мустафы-паши (тур. Koca Mustafa Paşa Camii) храм был обращён между 1486 и 1491 годах по настоянию носившего это имя султанского визиря. Он был казнён в 1512 году, а мечеть передали дервишам. Когда султан Селим I задумал снести мечеть для расширения дворца Топкапы, дервиши воспротивились и тем самым спасли жемчужину византийской архитектуры.
В османский период здание подверглось значительным перестройкам. В XVII—XVIII веках четверик был окружён различными пристройками, включая медресе и столпообразный фонтан. После землетрясения 1766 года был полностью переложен купол, в XIX веке — притвор и изгородь. Последняя по времени реставрация была осуществлена в 1953 году, однако все напластования османского периода были сохранены в неприкосновенности.